# Edmund Beck (Philologe)
Edmund Beck OSB, geboren als Michael Beck (* 6. November 1902 in Huldsessen; † 12. Juni 1991 in Metten), war Mönch der Benediktinerabtei Metten und Professor der biblischen Sprachen an der Benediktinerhochschule Sant’Anselmo in Rom.

## Biographie
Nach dem Abitur am Gymnasium der Benediktiner in Metten 1922 ging Michael Beck zunächst an das Lehrerseminar in Straubing, bevor er noch im selben Jahr in die Abtei Metten eintrat und bei der Profess den Ordensnamen Edmund erhielt. Im Anschluss an das Noviziat studierte er von 1923 bis 1927 Theologie an der Ludwig-Maximilians-Universität München und von 1927 bis 1930 Klassische Philologie ebenfalls in München und dann an der Universität Würzburg. Nach dem Referendariat war er am Gymnasium in Metten als Lehrer der alten Sprachen tätig. In dieser Zeit verfertigte er eine Arbeit über Die Koranzitate bei Sibaweih, mit der er 1939 an der Universität München im Fach Orientalische Sprachen zum Doktor der Philosophie promoviert wurde.
Als das Mettener Gymnasium 1939 durch die nationalsozialistische Regierung geschlossen wurde, ging Edmund Beck als Professor für biblischen Sprachen an die Benediktinerhochschule S. Anselmo nach Rom. 1961 kehrte er nach Metten zurück, wo er bis 1970 erneut als Lehrer am Gymnasium wirkte.
Edmund Beck war einer der führenden Experten für den syrischen Kirchenvater Ephraem. Neben zahlreichen Aufsätzen und Monographien zur Theologie und zu den Schriften Ephraems erarbeitete er zwischen 1955 und 1979 für die Reihe Corpus Scriptorum Christianorum Orientalium (CSCO) die maßgebliche kritische Edition mit Übersetzung der echten Werke Ephraems. Daneben veröffentlichte Edmund Beck auch einige wissenschaftliche Beiträge zum Koran.

## Werke

### Edition der Werke Ephraems des Syrers
- Des heiligen Ephraem des Syrers Hymnen de Fide (CSCO 154/155; Scriptores Syri 73/74) 1955.
- Des heiligen Ephraem des Syrers Hymnen contra Haereses (CSCO 169/170; Scriptores Syri 76/77) 1957.
- Des heiligen Ephraem des Syrers Hymnen de Paradiso und Contra Julianum (CSCO 174/175; Scriptores Syri 78/79) 1957.
- Des heiligen Ephraem des Syrers Hymnen De Nativitate (Epiphania) (CSCO 186/187; Scriptores Syri 82/83) 1960.
- Des heiligen Ephraem des Syrers Hymnen De Ecclesia (CSCO 198/199; Scriptores Syri 84/85) 1959.
- Des heiligen Ephraem des Syrers Sermones de Fide (CSCO 212/213; Scriptores Syri 88/89) 1961.
- Des heiligen Ephraem des Syrers Carmina Nisibena, I (CSCO 218/219; Scriptores Syri 92/93) 1961.
- Des heiligen Ephraem des Syrers Hymnen de Virginitate (CSCO 223/224; Scriptores Syri 94/95) 1962.
- Des heiligen Ephraem des Syrers Carmina Nisibena, II (CSCO 240/241; Scriptores Syri 102/103) 1963.
- Des heiligen Ephraem des Syrers Hymnen de Ieiunio (CSCO 246/247; Scriptores Syri 106/107) 1964.
- Des heiligen Ephraem des Syrers Paschahymnen (De azymis, de crucifixione, de resurrectione) (CSCO 248/249; Scriptores Syri 108/109) 1964.
- Des heiligen Ephraem des Syrers Sermo de Domino Nostro (CSCO 270/271; Scriptores Syri 116/117) 1966.
- Des heiligen Ephraem des Syrers Sermones, I (CSCO 305/306; Scriptores Syri 130/131) 1969.
- Des heiligen Ephraem des Syrers Sermones, II (CSCO 311/312; Scriptores Syri 134/135) 1970.
- Des heiligen Ephraem des Syrers Sermones, III (CSCO 320/321; Scriptores Syri 138/139) 1972.
- Des heiligen Ephraem des Syrers Hymnen auf Abraham Kidunaya und Julianos Saba (CSCO 322/323; Scriptores Syri 140/141) 1972.
- Des heiligen Ephraem des Syrers Sermones, IV (CSCO 334/335; Scriptores Syri 148/149) 1973.
- Nachträge zu Ephraem Syrus (CSCO 363/364; Scriptores Syri 159/160) 1975.
- Ephraem Syrus. Sermones in Hebdomadam Sanctam (CSCO 412/413; Scriptores Syri 181/182) 1979.

### Monographien und Aufsätze (Auswahl)
- Eine christliche Parallele zu den Paradiesjungfrauen des Korans?, in: Orientalia Christiana Periodica 14 (1948) 398–405.
- Die Theologie des hl. Ephraem in seinen Hymnen über den Glauben (Studia Anselmiana 21), Città del Vaticano 1949.
- Ephraems Hymnen über das Paradies. Übersetzung und Kommentar (Studia Anselmiana 26), Rom 1951.
- Ephraems Reden über den Glauben. Ihr theologischer Lehrgehalt und ihr geschichtlicher Rahmen (Studia Anselmiana 33), Rom 1953.
- Das Bild vom Spiegel bei Ephräm, Rom 1953.
- Das christliche Mönchtum im Koran (Studia Orientalia 13,3), Helsinki 1954.
- Die Eucharistie bei Ephräm, in: Oriens Christianus 38 (1954) 41–68.
- Die Mariologie der echten Schriften Ephräms, in: Oriens Christianus 40 (1956) 22–40.
- Ephräms Polemik gegen Mani und die Manichäer im Rahmen der zeitgenössischen griechischen Polemik und der des Augustinus (CSCO Subsidia 55), Louvain 1978.
- Ephräms des Syrers Psychologie und Erkenntnislehre (CSCO Subsidia 58), Louvain 1980.
- Ephräms Trinitätslehre im Bild von Sonne – Feuer, Licht und Wärme (CSCO Subsidia 62), Louvain 1981.
- Zur Terminologie von Ephräms Bildtheologie, in: Margot Schmidt (Hg.), Typus, Symbol, Allegorie bei den östlichen Vätern und ihren Parallelen im Mittelalter (Eichstätter Beiträge / Abteilung Philosophie und Theologie 4), Regensburg 1982, 239–277.
- Dorea und Charis. Die Taufe. Zwei Beiträge zur Theologie Ephräms des Syrers (Corpus scriptorum Christianorum Orientalium, Subsidia, Bd. 72 / Corpus scriptorum Christianorum Orientalium, Bd. 457), Leuven 1984.
- Zwei ephrämische Bilder, in: Oriens Christianus 71 (1987) 1–23.
- Der syrische Diatessaronkommentar zu der unvergebbaren Sünde wider den Heiligen Geist übersetzt und erläutert, in: Oriens Christianus 73 (1989) 1–37.
- Der syrische Diatessaronkommentar zu der Perikope von der Samariterin am Brunnen, übersetzt und erklärt, in: Oriens Christianus 74 (1990) 1–24.
- Der syrische Diatessaronkommentar zu der Perikope von der Sünderin, Luc. 7,36-50, in: Oriens Christianus 75 (1991) 1–15.
- Der syrische Diatessaronkommentar zur Perikope vom reichen Jüngling, in: Oriens Christianus 76 (1992) 1–45.
- Ephräm und der Diatessaronkommentar im Abschnitt über die Wunder beim Tode Jesu am Kreuz, in: Oriens Christianus 77 (1993) 104–119.